# Николо-Тропа
Николо-Тропа (устаревшее название Никольское на Тропе) — деревня (в прошлом село) Арефинского сельского поселения Рыбинского района Ярославской области .
Деревня расположена на западе сельского поселения. Деревня имеет одну основную улицу, протянувшуюся с юга на север вдоль левого берега реки Золотуха, левого притока реки Морма. Ниже Николо-Тропы по течению, к северо-востоку на расстоянии около 2 км стоит деревня Овинища. На юг от Николо-Тропы идёт дорога связывающие все деревни северо-западной части поселения с внешним миром. Через 3 км она выходит к деревне Болтино, а далее через Оболтино и Васильково к дороге Рыбинск—Арефино. На восток и запад от Николо-Тропы незаселенный лесной массив бассейна реки Мормы .
На небольшом расстоянии от деревни, ниже по течению, к северу стоит разрушающаяся Смоленская церковь постройки 1812 года, памятник истории и культуры . 
На плане Генерального межевания Рыбинского уезда 1792 года обозначены Монастырь, видимо там, где сейчас церковь и Германова Слобода, там где сейчас деревня.
Почтовое отделение, расположенное в центре сельского поселения селе Арефино обслуживает в деревне Николо-Тропа 14 домов .

## Население
| 1859 | 1914 | 2002 | 2007 | 2010 |
| ---- | ---- | ---- | ---- | ---- |
| 279  | ↗353 | ↘3   | ↘2   | ↗3   |

На 1 января 2007 года в деревне Николо-Тропа числилось 2 постоянных жителя . 